# يولاندا براون
يولاندا براون (بالإنجليزية: Yolanda La La Brown) هي مغنية أمريكية، ولدت في 20 مايو 1986 في ميلواكي في الولايات المتحدة، وتوفي بنفس المكان في 19 أكتوبر 2007.